# Tipula freidbergi
Tipula freidbergi är en tvåvingeart som beskrevs av Theowald och Oosterbroek 1987. Tipula freidbergi ingår i släktet Tipula och familjen storharkrankar.
Artens utbredningsområde är Israel. Inga underarter finns listade i Catalogue of Life.